# August von Hanstein
August von Hanstein (* 2. August 1869 in Frankfurt an der Oder; † 22. April 1945 in Hohen Neuendorf) war ein deutscher Oberstleutnant der Reichsmarine und war im Ersten Weltkrieg u. a. Kommandeur des II. Seebataillons.

## Leben

### Herkunft
August von Hanstein stammte aus dem Thüringer Adelsgeschlecht der von Hanstein. Sein Vater, Oberstleutnant Adalbert von Hanstein (* 1820), fiel im Deutsch-Französischen Krieg am 6. Januar 1871 im Gefecht von Mazangé (Combat de Mazangé). Seine Mutter war Ottilie von Pressentin (* 1840). Er hatte vier ältere Schwestern.

### Werdegang
August von Hanstein trat am 22. März 1889 in das Heer ein. 1908 war er als Hauptmann (Beförderung am 10. April 1906) Kompaniechef in Leibgrenadier-Regiment Nr. 8.
Zum 1. Oktober 1910 kam er zur Marineinfanterie. 1911/12 war er als Chef der 4. Kompanie im II. Seebataillon in Wilhelmshaven. Am 5. September 1914 wurde er Major der Marineinfanterie. Er war bis August 1914 Adjutant in der Marinestation der Nordsee. Anschließend wurde er Kommandeur des II. Seebataillons. Ende 1914 wurde das II. Seebataillon für die Einrichtung des 2. Marine-Infanterie-Regiments herangezogen und aufgelöst. Bis Oktober 1915 war er Kommandeur des I. Bataillons der 2. Marine-Infanterie-Regiments. Bis Februar 1916 ging er als Adjutant zurück zur Marinestation der Nordsee. Bis Juni 1917 war er Kommandeur des Ersatzdepartements des Marinekorps. Anschließend kam er bis Dezember 1917 in den Stab des II. Ersatz-Seebataillons 1. In diesem Zeitraum war er zugleich zeitweise Kommandeur des 1. und 2. Marine-Infanterie-Regiments. Die Führung des II. Ersatz-Seebataillons 1 übernahm er bis Januar 1918 und war dann bis Kriegsende Kommandeur des Landsturm-Infanterie-Regiments 601.
Nach dem Krieg wurde er in die Reichsmarine übernommen und am 9. April 1920 mit dem Charakter als Oberstleutnant verabschiedet.
Beim Vormarsch der sowjetischen Armee starb das Ehepaar von Hanstein am 22. April 1945 in Hohen Neuendorf bei Berlin.
Bis Mitte Februar 1918 war er u. a. mit dem Eisernen Kreuz I. Klasse, dem Roten Adlerorden 4. Klasse, dem Kronen-Orden 4. Klasse, dem Bayerischen Militärverdienstorden 4. Klasse mit der Krone und Schwertern, dem Ritterkreuz des Großherzoglich Mecklenburgischen Greifenordens, dem Großherzoglich Oldenburgischen Friedrich-August-Kreuz 1. Klasse und dem Ritterkreuz 1. Klasse des Königlich Württembergischen Friedrichs-Ordens ausgezeichnet worden. Er war auch Ehrenritter des Johanniterordens.

### Familie
Am 27. September 1893 heiratete er in Frankfurt an der Oder Agnes von Knesebeck (* 1873).